# Caperonia stenophylla
Caperonia stenophylla är en törelväxtart som beskrevs av Johannes Müller Argoviensis. Caperonia stenophylla ingår i släktet Caperonia och familjen törelväxter. Inga underarter finns listade i Catalogue of Life.